# Цейония Фабия
Цейония Фабия (лат. Ceyonia Fabia) — дочь наследника престола Луция Элия Цезаря. Сестра императора Луция Вера.

## Биография
Фабия была первым ребёнком в семье Луция Элия Цезаря и Авидии. У Фабии было двое братьев — Луций Вер император в 161—169 годах совместно с Марком Аврелием и Гай Авидий Цейоний Коммод и сестра — Цейония Плавтия.
В 136 году её отец был усыновлён императором Адрианом и стал наследником престола. Вскоре Фабия была помолвлена с Марком Аврелием (будущий император и соправитель брата Фабии Луция Вера). Однако после смерти Адриана и вступления на престол второго приёмного сына Адриана — Антонина Пия (Луций Элий скончался раньше Адриана), Марк по совету Пия была расторг помолвку с Фабией и помолвку Фаустины с братом Фабием Гаем Коммодом.
Позже Цейония Фабия вышла замуж за дворянина и будущего консула Плавтия Квинтилла. Фабия родила ему сына Марка Педуцея Плавтия Квинтилла, который позже женился на Фадилле дочери Марка Аврелия.
По всей территории Римской империи сохранились различные надписи посвящённые ей и её семье В них Фабия обозначена как мать Марка Педуцея Плавтия Квинтилла, сестра Луция Вера и невестка Луциллы. Согласно надписи в Эфесе она присутствовала при бракосочетании брата Луция Вера и Луциллы.
К 175 году муж Фабии умер, а когда скончалась супруга Марка Аврелия — Фаустина Младшая, Фабия, по некоторым сведениям пыталась склонить императора ко второму браку с ней. Однако Марк предпочёл завести любовницу, которая была дочерью одного из прокураторов Фаустины.